# Allese
Allese (även: Allesø) är en tätort i Odense kommun i Region Syddanmark i Danmark. Tätorten har 258 invånare (2024). Den ligger på Fyn, cirka 7,5 kilometer nordväst om Odense.